# David Tarus
David Kiptui Tarus (1978) è un maratoneta keniota.

## Competizioni internazionali
2009
- 6º alla Maratona di Eindhoven ( Eindhoven) - 2h09'24"

2010
- 15º alla Maratona di Toronto ( Toronto) - 2h16'08"
- 6º alla Maratona di Los Angeles ( Los Angeles) - 2h11'46"
- Argento alla Sotokoto Safari Half Marathon ( Nairobi) - 1h08'21"

2011
- 5º alla Maratona di Le Mont-Saint-Michel ( Le Mont-Saint-Michel) - 2h12'47"

2012
- 21º alla Maratona di Nairobi ( Nairobi) - 2h16'31"
- Argento alla Maratona di Kampala ( Kampala) - 2h16'55"

2014
- 4º alla Maratona di Münster ( Münster) - 2h12'40"
- Oro alla Maratona di Poznań ( Poznań) - 2h13'08"
- 14º alla Maratona di Seul ( Seul) - 2h13'21"
- 7º alla Maratona di Lubiana ( Lubiana) - 2h13'45"
- Bronzo alla Maratona di Kassel ( Kassel) - 2h14'37"
- 12º alla Maratona di Nairobi ( Nairobi) - 2h16'38"
- Argento alla Maratona di Singapore ( Singapore) - 2h19'07"
- 5º alla Maratona d'Europa ( Lussemburgo) - 2h21'44"
- Bronzo alla Route du Vin Half Marathon ( Remich) - 1h02'09"
- Oro alla Mezza maratona di Heilbronn ( Heilbronn) - 1h06'05"
- 4º alla Mezza maratona di Strasburgo ( Strasburgo) - 1h07'09"

2015
- 6º alla Maratona di Shenzhen ( Shenzhen) - 2h21'01"

2016
- 6º alla Maratona di Zhengzhou ( Zhengzhou) - 2h12'56"

2017
- Bronzo alla Maratona di Mersin ( Mersin) - 2h12'05"
- 7º alla Maratona di Istanbul ( Istanbul) - 2h12'52"